# Генов, Пётр
Пётр Генков Генов (5 апреля 1970, Пловдив) — болгарский шахматист, гроссмейстер (2002).
В составе национальной сборной участник 35-й Олимпиады (2002) в Бледе.

## Изменения рейтинга
| Графики недоступны из-за технических проблем. См. информацию на Фабрикаторе и на mediawiki.org. |